# Fraser Anning
Pour les articles homonymes, voir Anning (homonymie).
Fraser Anning est un homme politique australien né le 14 octobre 1949 à Brisbane.

## Carrière
Aux élections fédérales australiennes de 2016, bien qu'il n'ait eu que 19 votes sur son nom, il arrive troisième de la liste de Une Nation pour le Queensland. Ce résultat lui permet d'entrer au Sénat australien en novembre 2017 à la suite de la destitution de Malcolm Roberts en raison de sa double nationalité. Après son élection, Anning quitte One Nation et rejoint le parti nationaliste Katter's Australian Party.
Lors de son discours inaugural le 14 août 2018, Anning appelle à une interdiction de l'immigration des musulmans, et utilise le terme de « solution finale » à l'immigration. Ce discours provoque un large rejet de la classe politique australienne, qui le qualifie de « raciste » et « honteux ».
En octobre 2018, Anning est expulsé du KAP pour avoir continué à tenir des propos racistes.
Après les attentats de Christchurch, Anning déclare que « la vraie cause de ce bain de sang est le programme d'immigration qui a permis à des fanatiques musulmans d'entrer en Nouvelle-Zélande », ce qui lui vaut à nouveau de  vives critiques. Lors d'une conférence de presse, un adolescent de 17 ans écrase un œuf sur la tête d'Anning, qui se retourne et le frappe. Une pétition en ligne demandant la démission d'Anning du Sénat atteint un million de signatures, et une campagne de financement participatif est lancée pour permettre à l'adolescent, surnommé « Egg Boy », de payer les frais de justice et « d'acheter d'autres œufs ». L'adolescent déclare qu'il compte reverser l'argent aux victimes de l'attentat.